# Euplexia exotica
Euplexia exotica là một loài bướm đêm trong họ Noctuidae.